# Гольдштейн Ростислав Ернстович
Ростислав Ернстович Гольдштейн (15 березня 1969 , Селіжарово, Калінінська область ) — російський державний і політичний діяч. Губернатор Єврейської автономної області з 22 вересня 2020 (тимчасово виконуючий обов'язки губернатора Єврейської автономної області з 12 грудня 2019 по 22 вересня 2020).
Депутат Державної Думи V і VI скликань (2007—2015). Член Ради Федерації Федеральних зборів Російської Федерації від виконавчої влади Єврейської автономної області з 22 вересня 2015 по 23 грудня 2019. Колишній заступник голови Державної Ради Республіки Комі (2007).

## Біографія
Середню школу закінчив на Сахаліні. У 1986 році працював слюсарем на Сахалінській ГРЕС. У 1987—1989 роках служив в армії. Після служби в армії продовжив працювати на Сахалінській ГРЕС, потім монтажником Південно-Сахалінського монтажного управління тресту «Дальенергомонтаж». Після переїзду в Ухту працював водієм в АТ «Северпрогресс» (1990—1991) і на спільному підприємстві «АмКоми» (1991—1992).
У 1990 році одружився, з початку 1990-х років разом з дружиною займався приватним бізнесом. У 1995 році закінчив Академію економіки і права (Рязань) за спеціальністю «Адміністративно-господарське право і економіка». У 2001—2004 роках-генеральний директор торгового дому «Гольдштейн».
У 2003 році обраний депутатом Державної Ради Республіки Комі по Тиманському округу № 23. З 23 вересня 2004 року — голова комітету Держради Республіки Комі з соціальної політики. У 2007 році обраний депутатом Державної Ради Республіки Комі по Ярезькому одномандатному округу № 13, заступник голови Держради Республіки Комі.
У грудні 2007 року обраний депутатом Державної Думи V скликання за партійними списками «Єдиної Росії» (передано мандат Романа Зенищева, який відмовився від місця в Думі). Увійшов до складу фракції «Єдиної Росії». Заступник голови Комітету з проблем Півночі і Далекого Сходу.
У 2012 році обраний депутатом Державної Думи VI скликання від регіональної групи № 31 (Амурська область, переданий мандат Г. А. Зражевського від Р. Ю. Романенко, раніше Р. Ю. Романенко від О. М. Кожем'яко).
У 2015 році призначений сенатором від виконавчої влади ЄАО.
У 2007 році закінчив Університет Російської академії освіти, у 2009 році — Північно-західну академію державної служби.
12 грудня 2019 року Президент Російської Федерації призначив Ростислава Ернстовича тимчасово виконуючим обов'язки Губернатора Єврейської автономної області. Повноваження члена Ради Федерації були достроково припинені 23 грудня 2019.
В ході Єдиного дня голосування у вересні 2020 року, здобув перемогу на виборах Губернатора єврейського автономної області, набравши 82,5 % голосів при явці 73,02 % від загального числа зареєстрованих виборців. Вступив на посаду 22 вересня 2020.

## Особисте життя
Гольдштейн одружений. За офіційними даними за 2011 рік він разом з дружиною отримав дохід у розмірі 29,6 млн рублів. Родині належать 4 земельні ділянки загальною площею понад 17 тис. квадратних метрів, 5 квартир, кілька нежитлових будівель і приміщень загальною площею 11,3 тис. квадратних метрів, 38 різних автомобілів і транспортних засобів.
Дружина Галина Данилівна, дочка Анна.
Кандидат у майстри спорту з боксу.